# 더블 파인
더블 파인 프로덕션스(영어: Double Fine Productions, Inc.)는 미국 캘리포니아주 샌프란시스코에 위치한 비디오 게임 개발사이다. 2000년 7월 루카스아츠를 떠난 팀 섀퍼가 설립하였다. 《사이코너츠》(Psychonauts)와 《브루탈 레전드》(Brütal Legend)를 제작하였으며, 암네시아 포트나이트(Amnesia Fortnight, lit. '기억상실 2주')라는 사내 프로젝트 행사를 통해 기획된 소규모 게임들을 제작해오고 있다.
더블 파인 공식 웹사이트에는 더블 파인의 아트팀원들이 제작한 7개의 웹 만화가 있으며, 이를 더블 파인 코믹스라고 총칭한다.

## 개발한 게임
| 연도 | 제목          | 배급사                                     | 플랫폼                                                                                                 |
| ---- | ------------- | ------------------------------------------ | --- |
| 2005 | 사이코너츠    | 마제스코 엔터테인먼트 더블 파인 프로덕션스 | 윈도우, macOS, 리눅스, 플레이스테이션 2, Xbox                                                          |
| 2009 | 브루탈 레전드 | 일렉트로닉 아츠 더블 파인 프로덕션스       | 윈도우, macOS, 리눅스, 플레이스테이션 3, Xbox 360                                                      |
| 2010 | 코스튬 퀘스트 | THQ 더블 파인 프로덕션스                   | 안드로이드, iOS, 윈도우, macOS, 리눅스, 플레이스테이션 3, Xbox 360                                     |
| 2011 | 스태킹        | THQ 더블 파인 프로덕션스                   | 윈도우, macOS, 리눅스, 플레이스테이션 3, Xbox 360                                                      |
| 2013 | 더 케이브     | 세가 더블 파인 프로덕션스                  | 안드로이드, iOS, 윈도우, macOS, 리눅스, 플레이스테이션 3, Xbox 360, Wii U                              |
| 2014 | 브로큰 에이지 | 더블 파인 프로덕션스                       | 안드로이드, iOS, 윈도우, macOS, 리눅스, 플레이스테이션 4, Xbox One, 플레이스테이션 비타, 닌텐도 스위치 |
| 2019 | 래드          | 반다이 남코 엔터테인먼트                   | 윈도우, 플레이스테이션 4, Xbox One, 닌텐도 스위치                                                      |
| 2021 | 사이코너츠 2  | 엑스박스 게임 스튜디오                     | 윈도우, macOS, 리눅스, 플레이스테이션 4, Xbox One, Xbox 시리즈 X/S                                     |